# Way Back in the Day
Way Back in the Day är ett samlingsalbum av det svenska skatepunkbandet Stoned, utgivet 1999.

## Låtlista
1. "Fantasy Trip" - 1:58
2. "Coolade" - 2:05
3. "Loony Bin" - 1:49
4. "Romeo and Juliet" - 2:27
5. "Gonzo" - 2:03
6. "Buckaroonies" - 1:27
7. "Ska Song" - 2:06
8. "Mellow Man" - 2:43
9. "Runaway" - 1:58"
10. "Everything" - 1:39
11. "Partysong" - 3:00
12. "Supermarket Girlfriend" - 2:27
13. "Forever Young" - 2:42
14. "Touch Too Much" - 3:18

### Fotnoter
1. ↑  ”Stoned”. Skatepunkers Wikia. http://skatepunkers.wikia.com/wiki/Way_Back_In_The_Day%28Album%29. Läst 4 april 2012.